# معوذ بن عمرو بن الجموح
معوذ بن عمرو بن الجموح صحابي معوذ بن عمرو بن الجموح بن زيد بن حرام الأنصاري السلمي، وأمه هند بنت عمرو بن حرام بن ثعلبة بن حرام.
شهد بدرا مع أخيه معاذ بن عمرو بن الجموح  شهد مع أخويه معاذ بن عمرو بن الجموح و خلاد بن عمرو بن الجموح بدرا، لكن لم يذكره ابن إسحاق